# Банк Мальдив
Банк Мальдив (англ. Bank of Maldives) — национальный банк Мальдивских островов.

## История
Первый банк появился на Мальдивах в 1982 году — это был филиал Государственного банка Индии. Позже появились филиалы банков Пакистана и Шри-Ланки. 11 ноября 1982 года был основан коммерческий (но государственный) Банк Мальдив. Его работа началась как совместное предприятие правительства Мальдив и Международной финансовой корпорации. Но в 1992 году было принято решение не продлевать контракт с МФК и правительство выкупило у неё акции банка. В результате 80 % капитала принадлежит правительству, в то время как оставшиеся 20 % были проданы внешнеторговым компаниям.
Основным направлением деятельности банка является розничный бизнес, в дополнение к обработке мероприятий по развитию банковской деятельности во всех атоллах. Их услуги включают электронные-банковские, кредитные карты и дебетовые карты.